# Amphistichus koelzi
Espèce
Statut de conservation UICN

 LC  : Préoccupation mineure
Amphistichus koelzi est un poisson Perciformes de l'est de l'Océan Pacifique.

## Référence
Hubbs : Crossochir koelzi: a new Californian surf-fish of the family Embiotocidae. Proceedings of the United States National Museum 82-2962 pp 1-9